# Johann Caspar Escher
Johann Caspar Escher (auch Hans Caspar Escher vom Glas, * 15. Februar 1678 in Zürich; † 23. Dezember 1762 ebenda) war ein Schweizer Politiker.

## Leben
Escher kam als Sohn des Zürcher Politikers und Bürgermeister Hans Jakob Escher und Dorothea Hess zur Welt. Er wuchs in Zürich auf und wurde zuerst von seiner, danach von einem Hauslehrer unterrichtet, bevor er an eine Lateinschule ging. Einen einjährigen Auslandsaufenthalt absolvierte er 1695 in Nürnberg, bevor er über Wien, Berlin und Hamburg nach Utrecht reiste, wo er 1697 sein Rechtsstudium abschloss. Nicht wie es für einen Angehörigen der Oberschicht üblich gewesen wäre, trat er nach seiner Rückkehr nicht in den Staatsdienst ein, sondern übernahm das Familiengeschäft, die Baumwolltücherfirma Johann Caspar Escher & Sohn. Im Jahr 1712 nahm er als Major am Zweiten Villmergerkrieg teil. In dieser Zeit lernte er Hans Heinrich Bodmer kennen.
Im Jahr 1701 begann die politische Karriere von Escher: Er vertrat die Zunft zur Zimmerleuten im Grossen Rat. Von 1717 bis 1722 war er Landvogt von Kyburg. Schon ein Jahr nach seiner Wahl zum Zunftmeister 1724 gehörte er dem Geheimen Rat an. Im Jahr 1726 wurde Escher Statthalter, 1727 Präsident des Ehegerichts und 1729 Präsident der Almosenpflege. 1740 wurde er Bürgermeister von Zürich. Das Amt hatte er bis zu seinem Tod 1762 inne.
Johann Caspar Escher vom Glas war ab 1707 im Zürcher Staatsdienst. Er war bis 1740 häufig als Gesandter unterwegs, wie beispielsweise 1729/1730 bei der Schlichtung im Streit der Drei Bünde in Chur und 1732 bei der gescheiterten Vermittlung zwischen dem Abt von St. Gallen und Appenzell.
Im Jahr 1698 heiratete er Susanna Werdmüller, die Tochter des Statthalters Johann Ludwig Werdmüller. Zu seinen Nachkommen gehörten David von Wyss der Ältere und David von Wyss, die beide Bürgermeister von Zürich wurden.